# 3473 Sapporo
3473 Sapporo è un asteroide della fascia principale interna. Scoperto nel 1924, presenta un'orbita caratterizzata da un semiasse maggiore pari a 2,363694 UA e da un'eccentricità di 0,157255, inclinata di 0,965530° rispetto all'eclittica. Ha un diametro di 4,767 km e un'albedo di 0,308.
Fa parte della famiglia di asteroidi Euterpe.
L'asteroide è dedicato all'omonima città giapponese.